# Taschen
Taschen és una editorial fundada el 1980 per Benedikt Taschen a Colònia, Alemanya. Taschen és reconeguda dins del món editorial per tenir l'objecitu d'oferir llibres d'art de bona qualitat i bon disseny a preus assequibles.
L'empresa es va iniciar com Taschen Comics publicant l'extensa col·lecció de còmics de Benedikt Taschen. Taschen intenta apropar l'art a un públic més ampli, mitjançant la publicació de llibres sobre fotografia artística, pintura, disseny, moda, història de la publicitat, cinema i arquitectura, entre d'altres.
Taschen publica les seves obres en diferents versions, des d'edicions de butxaca amb biografies d'artistes de tots els temps o petites introduccions a diferents moviments artístics de la història de l'art fins a grans edicions de luxe on es detallen les obres completes de Leonardo da Vinci. L'empresa també edita calendaris i targetes postals.
Actualment (2008) existeixen botigues exclusives de Taschen a ciutats com Berlín, Tòquio, Los Angeles, Madrid, París i Nova York.